# Пабло Ервіас
Пабло Ервіас (ісп. Pablo Hervías, нар. 8 березня 1993, Логроньо) — іспанський футболіст, півзахисник клубу «Малага».

## Клубна кар'єра
Народився 8 березня 1993 року в місті Логроньо. Вихованець юнацьких команд футбольних клубів «Пенья Бальсамаїсо» і «Реал Сосьєдад».
У дорослому футболі дебютував 2011 року виступами за команду «Реал Сосьєдад Б», а з 2014 року почав виходити на поле в основній команді «Сосьєдада». Стати постійним гравцем її складу не зумів і протягом 2015–2017 років віддавався в оренду до «Осасуни», «Реал Ов'єдо» та «Ельче».
2017 року уклав контракт з «Ейбаром», утім відразу ж був відданий в оренду до клубу «Реал Вальядолід». 2019 року перейшов до останньої команди на правах повноцінного контракту.

## Виступи за збірну
2010 року провів чотири матчі у складі юнацької збірної Іспанії (U-17).